# Бонвал сир Арк
Бонвал сир Арк (фр. Bonneval-sur-Arc) насеље је и општина у источној Француској у региону Рона-Алпи, у департману Савоја која припада префектури Сен Жан де Морјен.
По подацима из 2011. године у општини је живело 238 становника, а густина насељености је износила 2,11 становника/km². Општина се простире на површини од 82,72 km². Налази се на средњој надморској висини од 1835 метара (максималној 3.642 m, а минималној 1.759 m).

## Демографија
| 1962. | 1968. | 1975. | 1982. | 1990. | 1999. | 2011. |
| ----- | ----- | ----- | ----- | ----- | ----- | ----- |
| 131   | 139   | 149   | 211   | 216   | 242   | 238   |

График промене броја становника у току последњих година